# Margaret Singer
Margaret Thaler Singer (Denver, 29 luglio 1921 – Berkeley, 23 novembre 2003) è stata una psicologa e scrittrice statunitense.

## Biografia
Professoressa presso l'Università di Berkeley dal 1964 al 1991 ed in altre università fra cui il dipartimento di psichiatria dell'Università della California di San Francisco, ha dedicato la vita allo studio della schizofrenia nonché all'analisi scientifica di molte pseudo terapie ed alle loro pericolose conseguenze sia per rispetto della serietà delle psicoterapie ufficiali sia per offrire una guida ai pazienti stessi.
Ha contribuito ad alaborare i concetti di lavaggio del cervello e manipolazione mentale applicati ai membri dei cosiddetti nuovi movimenti religiosi, subendo minacce per questa attività. Ha pubblicato oltre 100 articoli e ha ricevuto diversi riconoscimenti e tra questi anche dall'American Psychiatric Association e dall'American Association for Marriage and Family Therapy .

### Polemiche e conseguenze della task force DIMPAC
Nel 1983 l'American Psychological Association (APA) chiese a Singer, che era uno dei principali sostenitori delle teorie della persuasione coercitiva, di presiedere una task force per indagare se il lavaggio del cervello o la "persuasione coercitiva" avessero effettivamente un ruolo nel reclutamento all'interno di gruppi religiosi indicati come settari. La task force è stata chiamata APA Task Force on Deceptive and Indirect Methods of Persuasion and Control (DIMPAC). La task force completò il suo rapporto finale nel novembre 1986. Nel maggio 1987 il Consiglio dell'APA per la responsabilità sociale ed etica della psicologia (BSERP) respinse il rapporto finale del DIMPAC, affermando che il rapporto "mancava del rigore scientifico e dell'approccio critico equanime necessari per l'imprimatur dell'APA", e dichiarando inoltre che il BSERP "non credeva che avessimo a disposizione informazioni sufficienti per guidarci nel prendere una posizione su questo tema". Il BSERP chiese inoltre ai membri della Task Force di non distribuire o pubblicizzare il rapporto senza indicare che era inaccettabile per il Consiglio.
La Singer e il suo socio, il sociologo Richard Ofshe, hanno successivamente citato in giudizio l'APA e un gruppo di studiosi e avvocati nel 1992 per "diffamazione, frode, favoreggiamento e cospirazione" e hanno perso la causa nel 1994.
In seguito Singer non è stata accettata dai giudici come testimone esperto in quattro casi di lavaggio del cervello e controllo mentale.
Dopo il rifiuto della relazione, Singer rielaborò gran parte del materiale rifiutato nel libro Cults in Our Midst: The Hidden Menace in Our Everyday Lives, di cui è coautrice insieme a Janja Lalich.

## Pensiero
Singer affronta le derive della psiche contemporanea in Cults in Our Midst: The Hidden Menace in Our Everyday Lives, studio pubblicato negli Stati Uniti nel 1995, in cui parla, tra le altre cose, di ciò che definisce love bombing ('bombardamento d'amore'), e in "Crazy" Therapies: What Are They? Do They Work?, studio del 1996, in cui annovera svariate pratiche da lei considerate pericolose e "folli" a causa delle problematiche legate al cosiddetto "lavaggio del cervello", alla persuasione coercitiva e al rischio di dipendenza cui si espongono coloro che si affidano a pseudo-terapie.
Singer, insieme ad altri studiosi, ha esteso i concetti di lavaggio del cervello e di controllo mentale dall'originario contesto, legato ai regimi totalitari e alla loro capacità di sviluppare propaganda e indottrinamento nei confronti dei prigionieri di guerra, al contesto dei cosiddetti "nuovi movimenti religiosi". Tale estensione di questo concetto portò ad una serie di controversie scientifiche e legali e sebbene sia accademici che non accademici, critici delle "sette distruttive", abbiano adottato e adattato le teorie di Singer, Lifton e altri ricercatori , sociologi come Eileen Barker hanno criticato la scelta di Singer e di altri professionisti della salute mentale di accettare, nella veste di consulenti, incarichi remunerativi nel contesto di casi giudiziari concernenti nuovi movimenti religiosi.
Diversi studiosi, tra cui David G. Bromley, Thomas Robbins, Dick Anthony, Eileen Barker, Newton Maloney, Massimo Introvigne, John Hall, Lorne Dawson, Anson Shupe, John Gordon Melton, Marc Galanter e Saul Levine hanno affermato che non esiste una teoria scientifica solidamente basata su metodologia e ricerca che supporti l'idea di un reale lavaggio del cervello. Mentre a sostenere i concetti di controllo mentale e di lavaggio del cervello come concetti utili a spiegare alcune dinamiche all'interno dei nuovi movimenti religiosi si collocano i sociologi Benjamin Zablocki e Stephen A. Kent .

## Opere (parziale)
- (EN)  Cults in Our Midst: The Hidden Menace in Our Everyday Lives, 1995, ISBN 0-7879-0051-6
- (EN)  "Crazy" Therapies: What Are They? Do They Work?, con Janja Lalich, 1996, ISBN 0-7879-0278-0; edizione italiana: Psicoterapie «folli». Conoscerle e difendersi, Erickson, 1998. ISBN 88-7946-238-5

## Premi e onorificenze
- Hofheimer Prize, American College of Psychiatrists, 1966[11]
- Stanley R. Dean Award, American College of Psychiatrists, Ricerca in Schizofrenia, 1976[11]